# Sartène
Sartène là một xã trong vùng hành chính Corse, thuộc tỉnh Corse-du-Sud, quận Sartène (quận), tổng Sartène. Sartène nằm trên độ cao trung bình là 330 mét trên mực nước biển, có điểm thấp nhất là 0 m mét và điểm cao nhất là 1.320 mét. Xã có diện tích 200,4 km², dân số vào thời điểm 1999 là 3.410 người; mật độ dân số là 17 người/km².

## Thông tin nhân khẩu
| 1962  | 1968  | 1975  | 1982  | 1990  | 1999  |
| ----- | ----- | ----- | ----- | ----- | ----- |
| 2 805 | 2 913 | 3 761 | 3 044 | 3 525 | 3 410 |